# Kentaro Nakata
Kentaro Nakata (中田 健太郎 Tanaka Kentaro?), född 13 maj 1989 i Kumamoto prefektur, är en japansk före detta fotbollsspelare.
Nakata började sin karriär 2008 i Yokohama FC. 2009 blev han utlånad till Matsumoto Yamaga FC. Han gick tillbaka till Yokohama FC 2010. Efter Yokohama FC spelade han för Dezzolla Shimane, FC Kariya och Tonan Maebashi. Han avslutade karriären 2015.